# Sam’s Town
Sam’s Town to drugi album zespołu The Killers. Został wydany również w specjalnej, polskiej wersji. W ciągu pierwszego tygodnia sprzedano w USA 315,000 kopii krążka, co pozwoliło zająć im drugie miejsce na liście sprzedaży. Natomiast w Wielkiej Brytanii udało im się rozprowadzić ponad 260,000 egzemplarzy, co dało im numer 1 na liście. Do 30 grudnia sprzedano na świecie ponad 900,000 kopii.
Singlami promującymi album są „When You Were Young”. „Bones”, „Read my mind” i „For Reasons Unknown”.
Płyta została uznana za najlepszy album 2006 roku przez Subiektywny Tygodnik Internetowy.

## Lista utworów
1. „Sam’s Town” – 4:06
2. „enterlude” – 0:49
3. „When You Were Young” (Flowers, Dave Keuning, Mark Stoermer, Ronnie Vannucci) – 3:40
4. „Bling (Confession of a King)” (Flowers, Stoermer) – 4:08
5. „For Reasons Unknown” – 3:32
6. „Read My Mind” (Flowers, Keuning, Stoermer) – 4:06
7. „Uncle Jonny” (Flowers, Keuning, Stoermer) – 4:25
8. „Bones” (Flowers, Stoermer, Vannucci) – 3:47
9. „My List” – 4:08
10. „This River Is Wild” (Flowers, Stoermer) – 4:38
11. „Why Do I Keep Counting?” – 4:24
12. „exitlude” – 2:31

Wszystkie zostały napisane przez Brandona Flowersa (chyba że zaznaczono inaczej).

## Ścieżki dodatkowe
1. „Daddy’s Eyes” (Flowers, Keuning, Stoermer, Vannucci) – 4:13
2. „Where the White Boys Dance” (Flowers, Keuning, Stoermer) – 3:28
3. „All the Pretty Faces” (Flowers, Keuning, Stoermer, Vannucci) – 4:45